# Alan Carter
Alan-Malcolm Carter (Halifax, 19 agosto 1964) è un pilota motociclistico britannico.

## Carriera
Il suo inizio di carriera nel motomondiale è stato piuttosto incoraggiante, con la vittoria ottenuta nel Gran Premio motociclistico di Francia 1983, alla sua seconda presenza nel calendario iridato. Con l'età di 18 anni e 227 giorni era in quel momento anche il record di più giovane pilota vincitore nella classe 250.
Il resto della sua carriera, disputata quasi interamente nella classe intermedia, non è stata altrettanto positiva, infatti quella ottenuta in Francia resterà l'unica vittoria e l'unico piazzamento sul podio in tutte le sue partecipazioni al motomondiale, nonostante nel motomondiale 1984 fosse diventato pilota ufficiale della Yamaha quale compagno di squadra di Wayne Rainey nel team gestito da Kenny Roberts. Il suo miglior risultato nella classifica finale del campionato è stato il 7º posto raggiunto nel motomondiale 1985.
Tra il 1987 e il 1989 il suo impegno principale è stato nel campionato statunitense gestito dalla AMA dove ha ottenuto, quale miglior risultato il 9º posto nel 1989. Nel 1988 inoltre, chiude ventisettesimo nel Campionato Europeo Velocità Classe 250.
Nel 1990 ha fatto un tentativo di ritorno al motomondiale senza ottenere risultati di particolare rilievo, mentre l'ultima sua partecipazione è stata nell'1991 nel GP di casa in cui non è riuscito a qualificarsi. Nel 1991 inoltre, ottiene otto punti nel campionato europeo classe 250.
In seguito ha partecipato ad una prova del campionato mondiale Superbike 1994 in sella ad una Ducati 916, raccogliendo un quarto e un sesto posto nella prova disputata sul circuito di Donington Park.

## Risultati in gara

### Motomondiale
| 1983 | Classe | Moto   |     |   |     |    |     |     |     |     |    |    |   |    |  |  |  | Punti | Pos. |
| ---- | ------ | ------ | --- | - | --- | -- | --- | --- | --- | --- | -- | -- | - | -- |  |  |  | ----- | ---- |
| 1983 | 250    | Yamaha | Rit | 1 | Rit | 13 | Rit | Rit | Rit | Rit | NQ | 14 | 5 | NE |  |  |  | 21    | 12º  |

| 1984 | Classe | Moto   |    |   |   |    |   |     |   |     |    |     |   |     |  |  |  | Punti | Pos. |
| ---- | ------ | ------ | -- | - | - | -- | - | --- | - | --- | -- | --- | - | --- |  |  |  | ----- | ---- |
| 1984 | 250    | Yamaha | 10 | - | 4 | 16 | 7 | Rit | 7 | Rit | 23 | Rit | 4 | Rit |  |  |  | 25    | 9º   |

| 1985 | Classe | Moto  |    |   |   |   |    |     |    |   |     |   |   |     |  |  |  | Punti | Pos. |
| ---- | ------ | ----- | -- | - | - | - | -- | --- | -- | - | --- | - | - | --- |  |  |  | ----- | ---- |
| 1985 | 250    | Honda | 16 | 4 | 4 | 9 | 17 | Rit | 13 | 9 | Rit | 7 | 4 | Rit |  |  |  | 32    | 7º   |

| 1986 | Classe | Moto        |    |    |    |     |     |    |   |    |     |    |     |    |  |  |  | Punti | Pos. |
| ---- | ------ | ----------- | -- | -- | -- | --- | --- | -- | - | -- | --- | -- | --- | -- |  |  |  | ----- | ---- |
| 1986 | 250    | Cobas-Rotax | 10 | 11 | 10 | Rit | Rit | 15 | 5 | 20 | Rit | 10 | Rit | NE |  |  |  | 9     | 17º  |

| 1987 | Classe | Moto  |     |  |  |  |  |  |  |  |  |  |  |  |  |  |  | Punti | Pos. |
| ---- | ------ | ----- | --- |  |  |  |  |  |  |  |  |  |  |  |  |  |  | ----- | ---- |
| 1987 | 250    | Honda | Rit |  |  |  |  |  |  |  |  |  |  |  |  |  |  | 0     |      |

| 1988 | Classe | Moto   |  |    |  |  |  |  |  |  |  |  |  |  |  |  |  | Punti | Pos. |
| ---- | ------ | ------ |  | -- |  |  |  |  |  |  |  |  |  |  |  |  |  | ----- | ---- |
| 1988 | 250    | Yamaha |  | 15 |  |  |  |  |  |  |  |  |  |  |  |  |  | 1     | 47º  |

| 1989 | Classe | Moto  |  |  |  |  |  |  |  |  |  |  |  |     |     |  |  | Punti | Pos. |
| ---- | ------ | ----- |  |  |  |  |  |  |  |  |  |  |  | --- | --- |  |  | ----- | ---- |
| 1989 | 500    | Honda |  |  |  |  |  |  |  |  |  |  |  | Rit | Rit |  |  | 0     |      |

| 1990 | Classe | Moto  |    |     |    |  |  |  |  |  |  |     |    |  |  |  |  | Punti | Pos. |
| ---- | ------ | ----- | -- | --- | -- |  |  |  |  |  |  | --- | -- |  |  |  |  | ----- | ---- |
| 1990 | 250    | Honda | 18 | Rit | NP |  |  |  |  |  |  | Rit | 13 |  |  |  |  | 3     | 39º  |

| 1991 | Classe | Moto  |  |  |  |  |  |  |  |  |  |  |    |  |  |  |  | Punti | Pos. |
| ---- | ------ | ----- |  |  |  |  |  |  |  |  |  |  | -- |  |  |  |  | ----- | ---- |
| 1991 | 250    | Honda |  |  |  |  |  |  |  |  |  |  | NQ |  |  |  |  | 0     |      |

| Legenda | 1º posto        | 2º posto            | 3º posto            | A punti      | Senza punti        | Grassetto – Pole position Corsivo – Giro più veloce |
| Legenda | Gara non valida | Non qual./Non part. | Ritirato/Non class. | Squalificato | '-' Dato non disp. | Grassetto – Pole position Corsivo – Giro più veloce |

### Campionato mondiale Superbike
| 1994 | Moto   |  |  |  |  |  |  |  |  |  |  |  |  |  |  |  |  |  |  |   |   |  |  |  |  |  |  | Punti | Pos. |
| ---- | ------ |  |  |  |  |  |  |  |  |  |  |  |  |  |  |  |  |  |  | - | - |  |  |  |  |  |  | ----- | ---- |
| 1994 | Ducati |  |  |  |  |  |  |  |  |  |  |  |  |  |  |  |  |  |  | 4 | 6 |  |  |  |  |  |  | 23    | 28º  |

| Legenda | 1º posto        | 2º posto            | 3º posto           | A punti      | Senza punti        | Grassetto – Pole position Corsivo – Giro più veloce |
| Legenda | Gara non valida | Non qual./Non part. | Ritirato/Non class | Squalificato | '-' Dato non disp. | Grassetto – Pole position Corsivo – Giro più veloce |